# 姫島村営フェリー

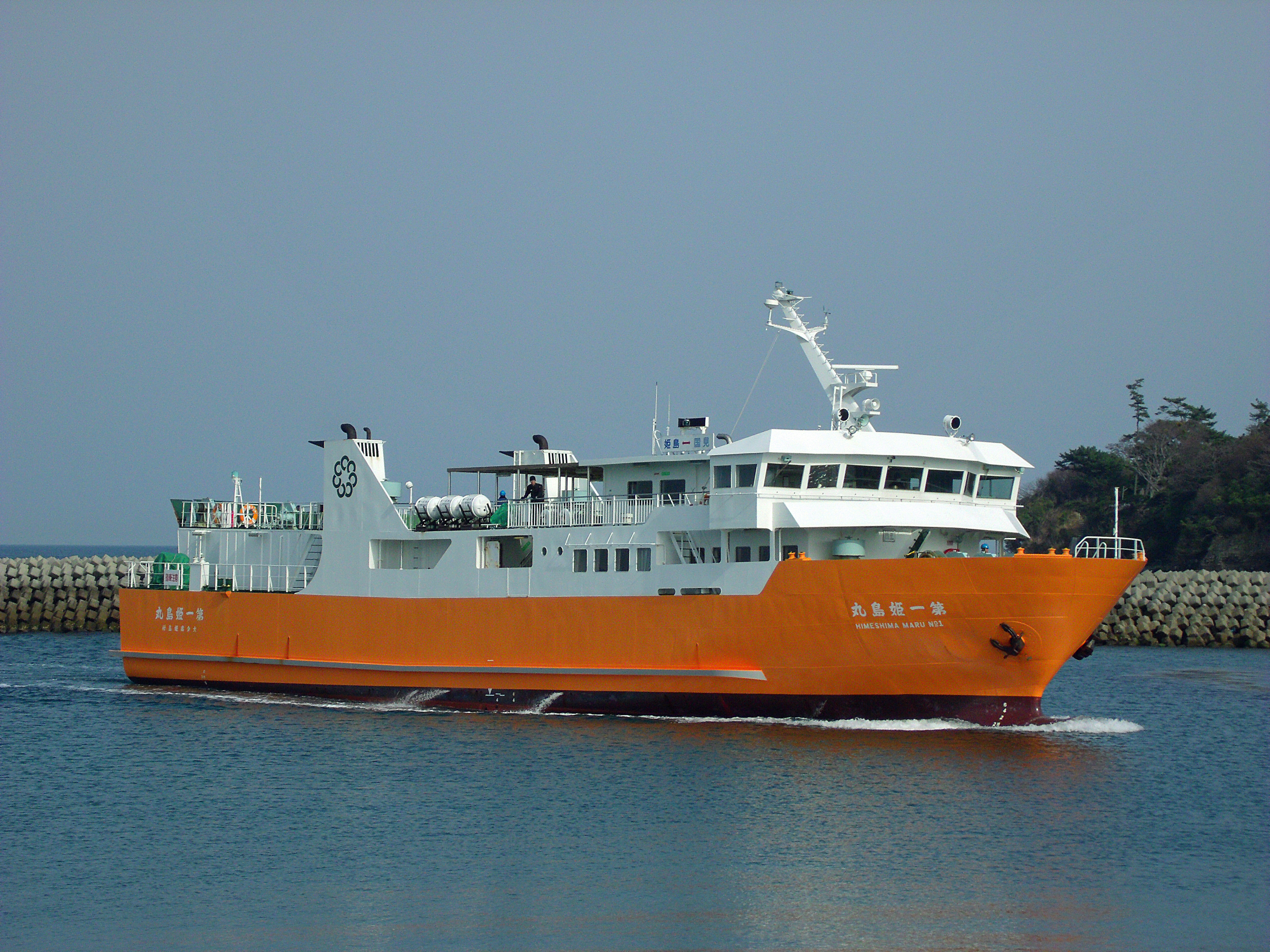
伊美港に入港する第一姫島丸(3代)

姫島村営フェリー（ひめしまそんえいフェリー）は、大分県西国東郡姫島村（姫島）の姫島港と国東市の国東港伊美地区とを結ぶ村営のフェリーである。姫島村船舶課が運営している。

## 概要
姫島は離島であり、本土との間の通勤や通学、生活物資や水産物等の産品の流通などの手段としてフェリー航路は必要不可欠である。また、主要産業のひとつである観光についても、フェリーが観光客の唯一の交通手段となっている。
姫島港 - 国東港伊美地区間の航路は、海上運送法第2条11号の「指定区間」に指定されており、姫島村船舶課が2隻のフェリーを保有して定期航路を運営している。

## 航路
1960年代には本州（徳山）や国東、大分、別府への航路もあったが、徳山航路は1960年代に、その他は1972年頃に廃止されている。その後、徳山航路については周防灘フェリーが寄港した時期もあった。
- 姫島港 - 国東港伊美地区（大分県国東市）
- 所要時間：約20分[4]
- 便数：1日12往復（12月1日 - 翌年3月31日の間は最終便が運休し1日11往復）
  - 危険物専用運送便：水曜日・木曜日それぞれ1往復

## 船舶
1972年5月10日のフェリー就航以来、就航船には「第一姫島丸」「第二姫島丸」の船名を使用しており、2024年現在はそれぞれフェリーとしては4代目と3代目が在籍している。
- 第一姫島丸（4代）[6]
  - 2024年4月就航、三浦造船所建造。

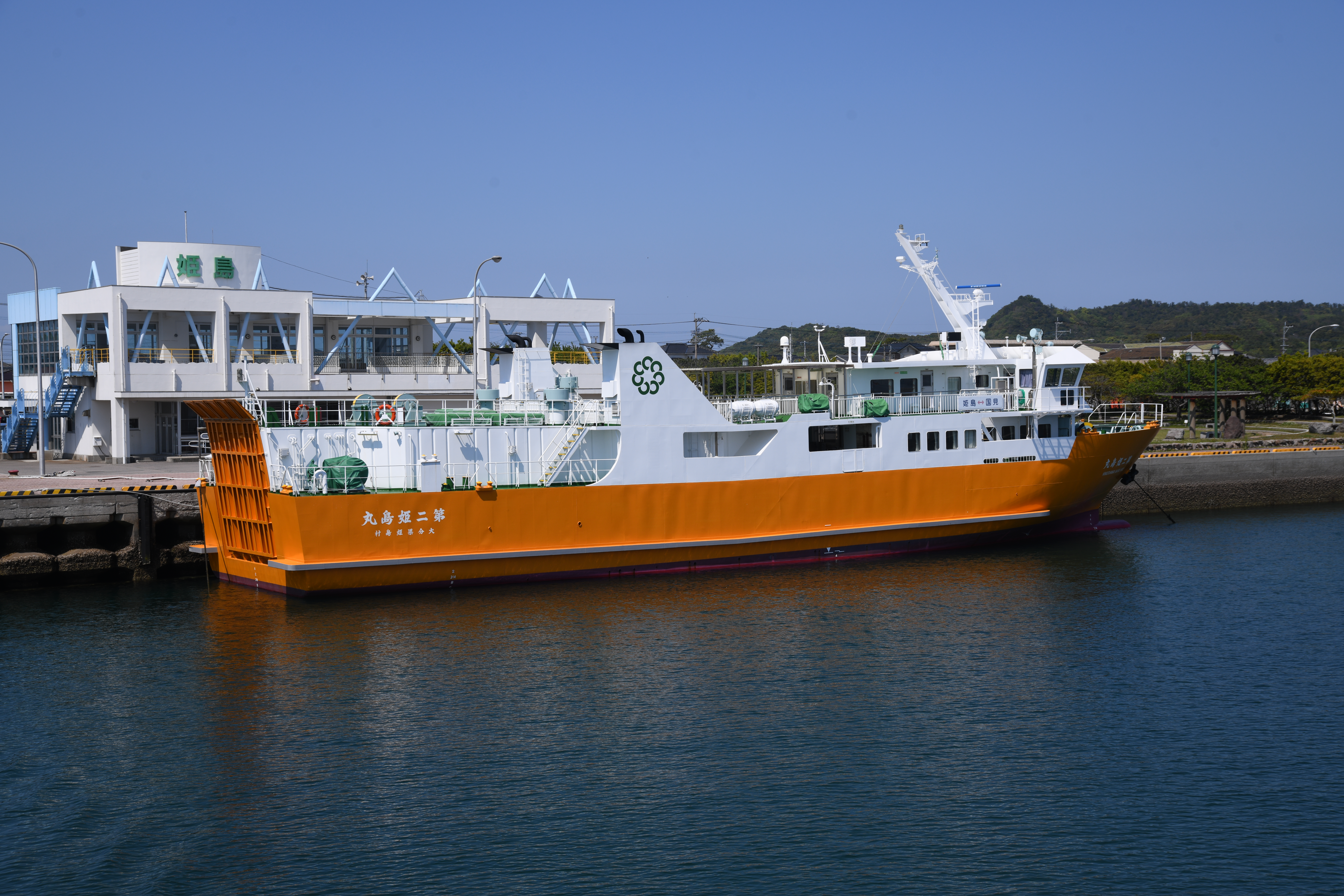
第二姫島丸(3代)

  - 198総トン、全長46.5m、4tトラック4台・乗用車10台または乗用車17台
- 第二姫島丸（3代）[7]
  - 2015年4月3日就航。
  - 199総トン、全長46.5m、旅客定員199名、乗用車17台

### 過去の船舶

#### フェリー
- 第一姫島丸（初代）[8]
  - 泉造船建造、1972年3月竣工、同年5月10日就航。引退後、淡路フェリーボートに売船、阿那賀 - 亀浦航路に就航。
  - 197.93総トン、全長35.50m、幅7.80m、機関出力750ps、航海速力12.56ノット、旅客定員182名
- 第二姫島丸（初代）[8]
  - 臼杵鉄工所臼杵工場建造、1978年1月竣工。
  - 195.64総トン、全長37.20m、幅8.80m、機関出力750ps、航海速力12.60ノット、旅客定員140名
- 第一姫島丸（2代）[8]
  - 臼杵鉄工所臼杵工場建造、1984年6月竣工。
  - 199総トン、全長42.35m、幅8.80m、機関出力980ps、航海速力13.0ノット、旅客定員182名、乗用車2台、4tトラック6台

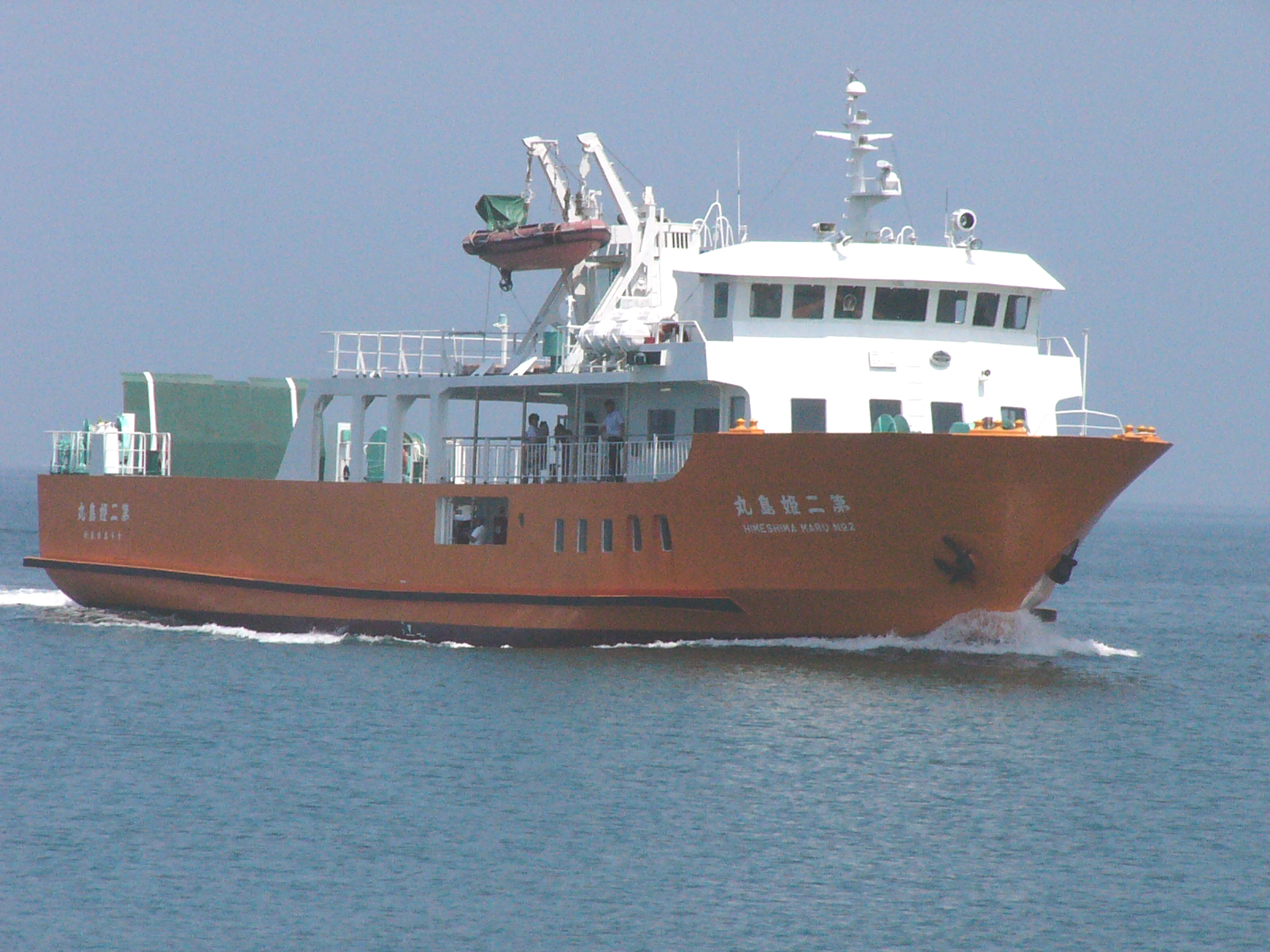
航行中の第二姫島丸(2代)

- 第二姫島丸（2代）
  - 臼杵造船所[9]建造、1992年3月竣工、同年4月6日就航。
  - 197総トン、全長42.70m、幅8.85m、機関出力980ps[10]、航海速力12.5ノット、旅客定員211名、乗用車11台
- 第一姫島丸（3代）
  - 2000年4月11日就航、臼杵造船所[11]建造。
  - 199総トン、航海速力12.5ノット、旅客定員211名、乗用車17台

#### 旅客船
- 第一姫島丸[12]
  - 1945年10月進水、木造。
  - 7.10総トン、焼玉機関、機関出力25ps、航海速力6ノット、旅客定員15名
- 第二姫島丸[13]
  - 1949年1月進水、木造、北村造船所建造。
  - 32.77総トン、登録長16.88m、型幅3.81m、型深さ1.64m、焼玉機関、機関出力80ps、最大速力8ノット、旅客定員25名
- 第三姫島丸[13]
  - 1959年2月進水、木造、東九州造船建造。
  - 72.94総トン、登録長23.10m、型幅4.70m、型深さ2.00m、ディーゼル、機関出力210ps、最大速力10ノット、旅客定員50名